# Flémalle-Haute
Flémalle-Haute (en wallon Li Hôte Flémåle) est une section de la commune belge de Flémalle située en Région wallonne dans la province de Liège.
Le hameau de Souxhon est situé sur le territoire de cette section.

## Démographie
- Sources : INS, Rem. : 1831 jusqu'en 1970 = recensements, 1976 = nombre d'habitants au 31 décembre.

## Histoire
Flémalle-Haute avait absorbé l'ancienne commune de Chokier en 1969.
C'était une commune à part entière avant la fusion des communes de 1977.
Victor Hugo cite la Petite-Flemalle (ancien nom de Flémalle-Haute) lors de son voyage vers John Cockerill à Seraing en 1842.

## Liste des bourgmestres de 1830 à 1977
- 1848-1855 : Henri-Joseph Xhignesse (?)[2].
- 1855-1867 : Joseph Guerin (?).
- 1879-1904 : Victor Bailly (?).
- 1915-1918 : Omer Maisin (?).
- 1921-1930 : Mathieu Gurdebeck (?).
- 1930-1945 : Théodule Gonda (POB).
- 1947-1964 : Joseph Royer (PS).
- 1964-1977 : André Cools (PS).

## Patrimoine et culture

### Patrimoine architectural
L'église de Flémalle-Haute est dédiée à saint Matthias et possède un buffet d'orgue datant de 1598.

## Sports et vie associative

### Sports
La commune fut également connue pour le club de handball de l'Olympic Club Flémalle (appelé ROC Flémalle à partir de 1964). Fondé en 1924, le club remporta à dix reprises le championnat (1958-1959, 1959-1960, 1960-1961, 1961-1962, 1962-1963, 1963-1964, 1964-1965, 1968-1969, 1969-1970, 1975-1976), à trois reprises la Coupe (1960, 1961 et 1962) et évolua 7 saisons en Coupe d'Europe.